# Iveco Powerstar
Le camion Iveco Powerstar, est un véhicule dérivé de l'Iveco EuroTech européen mais reconditionné et adapté au marché australien par l'usine Iveco Australie en 1999. C'est le véhicule lourd le plus avancé technologiquement proposé sur le marché local.

## Description
Le camion est construit sur la base d'un châssis original Iveco, et reçoit la partie mécanique, moteurs et transmission bien connus d'Iveco, qui sont les composants les plus importants pour garantir la longévité de l'engin. Le capot classique ne peut renier son origine des camions International légendaires, rachetés par Iveco en Australie en 1992. 
Un concessionnaire hollandais en a dérivé le modèle Strator, développé pour les transports longs européens, à la demande des derniers fanatiques des camions à capots. La cabine spacieuse et très confortable est unique pour ce type de véhicule. À l'intérieur, tout a été conçu pour le confort maximal et la sécurité du conducteur. L'augmentation de poids, comparé au modèle de base EuroTech, est seulement de 280 kg. La gamme Strator comprend un nombre important d'empattements et de puissance moteurs pour en faire une gamme très complète. 
Tous les modèles de la gamme Powerstar sont équipés de moteurs Iveco Cursor 10 ou 13, qui répondent aux normes Euro 5. Les puissances vont de 420, 450, 500 et jusqu'à 560 ch. L'optimisation de toute la chaîne cinématique garantit un couple plat entre 1 000 et 1 800 tr/min, avec des valeurs de 2 100, 2 300 et 2 500 N m.

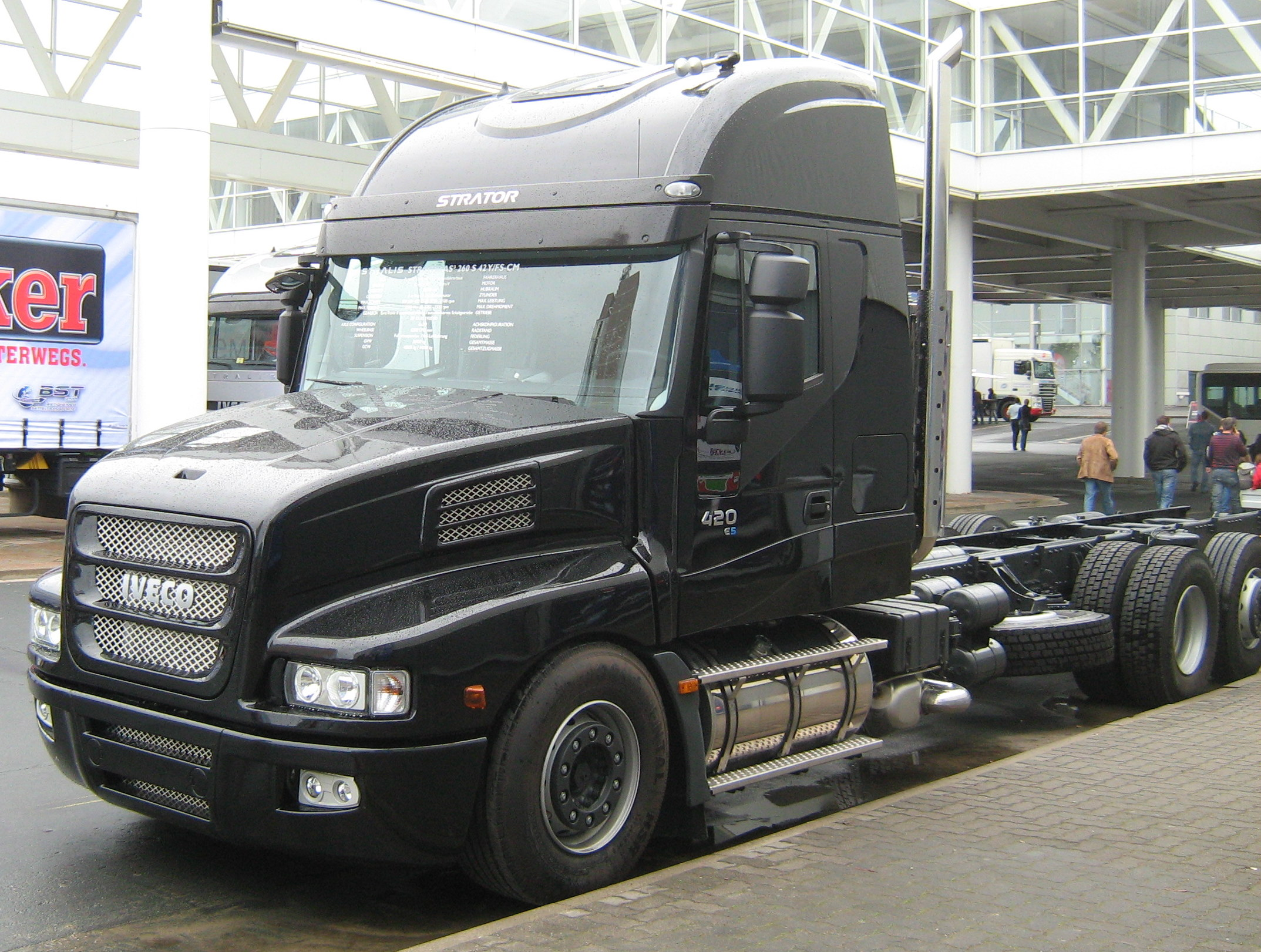
Iveco Strator 6x4

## Configurations
Les principales configurations sont : 
- tracteur semi-remorque 
  - 4x2
  - 6x2 avec un 2e essieu de direction relevable
  - 6x2 avec un 3e essieu double fixe et relevable
  - version 6x4 ;

- camion-châssis 
  - 4x2
  - 6x2 avec un 2e essieu de direction relevable
  - 6x2 avec un 3e essieu double relevable
  - version 6x4.

Ces véhicules, spécifiquement destinés au road trains australiens avec deux ou trois remorques répondent au code local avec notamment un PTRA de 90/120 tonnes.
Une unité de production a été installée chez Iveco Argentina en octobre 1999 qui en a produit 121 exemplaires jusqu'en juin 2005 uniquement pour les marchés Sud Américains.

## Version Iveco Powerstar ISX
Cette nouvelle version du Powerstar est construite sur la base de l'Iveco Stralis italien. Lancé en tout début d'année 2010, il a remporté le 15 juin 2010 le prix "Truck of the Year 2010 Australia". 
Disponible avec les motorisations de 485 - 525 et 550 cv, il dispose d'un réservoir de carburant de 2 000 litres en série afin de lui garantir l'autonomie suffisante pour la traversée du désert de Melbourne à Darwin et effectuer la route entre Sydney et Perth, longues de 4 000 km. C'est maintenant un élément fondamental du monde du transport australien avec les fameux road train de 90 tonnes et 26 mètres de longueur.